# Oreothlypis virginiae
Oreothlypis virginiae là một loài chim trong họ Parulidae.